# Smyrnium hispidum
Smyrnium hispidum är en flockblommig växtart som beskrevs av Heinrich Johann Nepomuk von Crantz. Smyrnium hispidum ingår i släktet vinglokor, och familjen flockblommiga växter. Inga underarter finns listade i Catalogue of Life.